# Crucificação (van Dyck)
A Crucificação é uma pintura a óleo sobre tela de Anthony van Dyck, produzida por volta de 1630. Tem 2,51 m de altura.

## História
Foi originalmente encomendado como retábulo-mor no Convento dos Récollets em Lille durante o segundo período de van Dyck na Antuérpia, entre seu retorno da Itália em 1627 e sua partida para Londres em 1632. Voltou a um tema que ele já havia pintado por volta de 1617-19 durante seu primeiro período em Antuérpia, quando ainda era assistente de estúdio de Rubens - tratava-se da crucificação com a Virgem Maria, São João e Santa Maria Madalena, vendida a Rubens em 1621 como retábulo-mor da igreja jesuíta na abadia Saint-Winnoq, em Bergues, agora no Louvre. A composição da segunda obra é mais original, com uma cruz menos central em posição oblíqua para dar profundidade à cena. O céu e o cabelo de Maria Madalena mostram a influência dos mestres venezianos que van Dyck tinha visto durante seu tempo na Itália.
Foi apreendido durante a Revolução Francesa e em 1795 fez parte da coleção fundadora do Palais des beaux-arts de Lille, onde ainda reside.